# Clonorchiase
 Mise en garde médicale
La clonorchiase, clonorchose, distomatose à Clonorchis sinensis ou douve de Chine est une maladie due à Clonorchis sinensis, une douve du foie de la classe des Trématodes. Il s'agit donc d'une trématodose d’origine alimentaire, une des maladies tropicales négligées. En 2012, entre 15 et 20 millions d'humains sont atteints de clonorchiase.

## Historique
La maladie existe probablement depuis plusieurs millénaires. La première description en a été publiée date de 1875. Le parasite reçoit son nom de Clonorchis sinensis en 1907.

## Cycle parasitaire

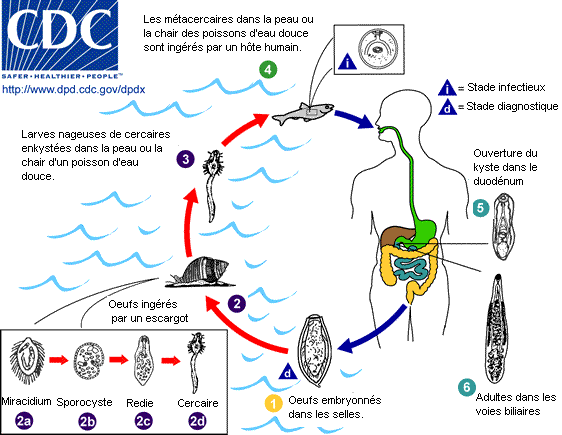
Cycle parasitaire de Clonorchis sinensis (cliquer sur l’image pour agrandir).

L'œuf de Clonorchis sinensis (communément appelé douve du foie), contient le miracidium qui se transformera en forme adulte. Il flotte dans l'eau douce jusqu'à ce qu'il soit absorbé par un escargot (mollusque aquatique du genre Bithynia). Une fois à l'intérieur du corps de l'escargot, le miracidium éclot et se développe aux dépens du mollusque qu’il parasite. Le miracidium se transforme en sporocystes, qui se divisent à leur tour (par reproduction asexuée) en rédies, la prochaine étape du cycle. Les rédies eux-mêmes se multiplient par reproduction asexuée en larves nageuses de type cercaire. Ce système de reproduction asexuée permet une multiplication exponentielle des individus de type cercaire à partir d'un miracidium. Ceci facilite la reproduction du Clonorchis, parce qu'il permet au miracidium d’optimiser statistiquement ses chances d'être absorbé passivement par un escargot avant que l'œuf ne meure.
Une fois le rédie arrivé à maturité, après s’être multiplié à l'intérieur du corps de l’escargot jusqu'à ce stade, il s’extrait activement hors du corps de l’escargot dans l'environnement constitué d'eau douce. Là, au lieu d’attendre d’être consommé par un hôte (comme dans le cas de l’étape de l'œuf), il recherche activement un poisson hôte. Pénétrant à sa manière dans le corps du poisson, il devient à nouveau un parasite de son hôte suivant.
Une fois à l'intérieur des muscles du poisson, le cercaire forme un kyste métacercaire protecteur qui vient encapsuler son corps. Ce kyste protecteur s'avère utile quand le muscle du poisson est consommé par un humain. Le kyste résistant à l'acide gastrique permet au métacercaire d’éviter d'être digéré par les sucs digestifs de l’homme et permet au métacercaire d'atteindre indemne l’intestin. Atteignant l’intestin, le métacercaire se dirige vers le foie qui sera son habitat final. Le Clonorchis se nourrit de la bile sécrétée par le foie. Dans le foie, le Clonorchis à maturité atteint son étape de reproduction sexuée. Les adultes hermaphrodites pondent des œufs toutes les 1 à 30 secondes, ce qui a pour résultat une multiplication rapide des parasites dans le foie.

## Épidémiologie
En 2012, entre 15 et 20 millions de personnes sont infestées par le parasite, et parmi elles, entre 1,5 et 2 millions présentent des symptômes. 200 millions de personnes sont à risque de clonorchiase.
En 2004, environ 15 millions de personnes sont atteints par le parasite, 85 % de ceux-ci résidant en Chine. Il est présent également en Corée, au Viêt Nam, en Thaïlande et sa zone est superposable avec celle où il est habituel de manger du poisson cru. Il est toutefois rare au Japon. La prévalence tend à s'accroître et est maximale chez les quinqua-sexagénaires.

## Physiopathologie
Vivant à demeure dans les voies biliaires, le Clonorchis induit une réaction inflammatoire, une hyperplasie épithéliale et parfois même un adénocarcinome des voies biliaires (cholangiocarcinome). Un effet nuisible du Clonorchis est la possibilité pour le métacercaire adulte de consommer toute la bile produite dans le foie, qui provoquerait chez l'hôte humain des troubles de la digestion, particulièrement de la digestion des graisses. Un autre risque est celui de l’obstruction du cholédoque par le parasite ou ses œufs, menant à l'obstruction des voies biliaires et l’angiocholite (angiocholite orientale spécifique). Par ailleurs le parasite favorise la formation de lithiase dont le noyau est constitué par un œuf ou un parasite mort.
Le parasite secrète par ailleurs différents composants qui ont une action sur la prolifération cellulaire et qui peuvent contribuer à la cancérogenèse. Ils modifient, en particulier, l'expression de plusieurs gènes.

## Description
L'importance des symptômes est en rapport avec l'importance de la contamination. Lorsque la maladie concerne l'enfant, elle peut aboutir à un retard de croissance si elle n'est pas traitée.
Les signes peuvent être un ictère, une douleur au niveau du foie, une augmentation du volume de ce dernier. Dans les formes importantes, il peut exister une fièvre, des nausées, une diarrhée.
Elle peut se compliquer de lithiases intra-hépatiques, de type pigmentaire, d'une cholécystite chronique, cette dernière pouvant mener à un cholangiocarcinome.

## Diagnostic

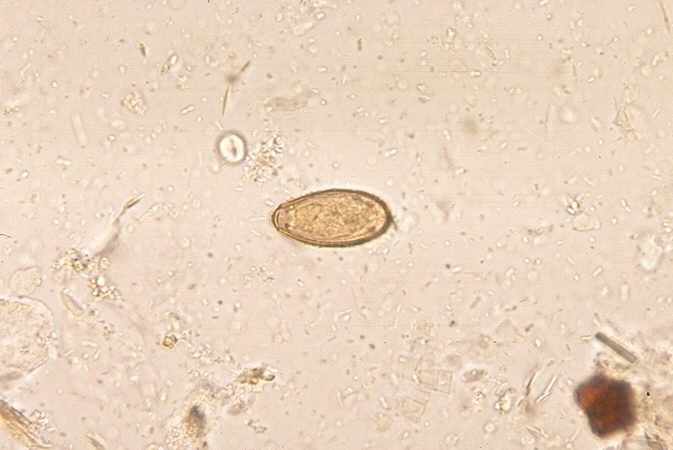
Œuf de Clonorchis sinensis

Le plus souvent, le diagnostic est établi à l'aide d'un examen parasitologique des selles, à la recherche des œufs du Clonorchis sinensis. L'examen peut être quantitatif par dénombrement des œufs par unité de poids des selles.
Un diagnostic sérologique est possible (par méthode immuno-enzymatique ELISA), soit sur un antigène parasitaire, soit sur les composants sécrétés par ce dernier. La recherche d'anticorps ne permet pas de trancher entre une infection en cours ou ancienne, contrairement à celles des antigènes. L'identification de ces derniers se fait par PCR et permet d'identifier précisément le parasite responsable.
L'échographie hépatique permet de détecter une dilatation des voies biliaires ainsi que la présence de « boue » dans la vésicule biliaire. Ces anomalies ne sont pas spécifiques mais permettent d'estimer l'importance de l'infection. Toutefois, des images anormales peuvent persister longtemps après la guérison.

## Traitement
Le traitement requiert l'ingestion de praziquantel. Il permet la disparition des œufs du Clonorchis sinensis dans les selles dans neuf cas sur dix. L'albendazole est également très efficace mais requiert un traitement plus prolongé (une semaine).
Il n'existe, pour l'instant, pas de vaccination efficace. Il s'agit essentiellement une piste de recherche. Une voie serait la tentative d'éradication du parasite en vaccinant les poissons qui constituent l'hôte intermédiaire principal.
La prévention de la maladie repose sur l'éducation des populations en zone endémique pour tenter d'éliminer la consommation de poissons crus. Disposer de latrines à distance des bassins d'aquacultures permet également de diminuer le risque de contamination. Un traitement systématique de toute la population par le praziquantel a été proposé.